# Joan Cañellas
Joan Cañellas Reixach (Santa Maria de Palautordera, 30 de setembro de 1986) é um handebolista profissional espanhol, campeão europeu.